# Albuminedruk

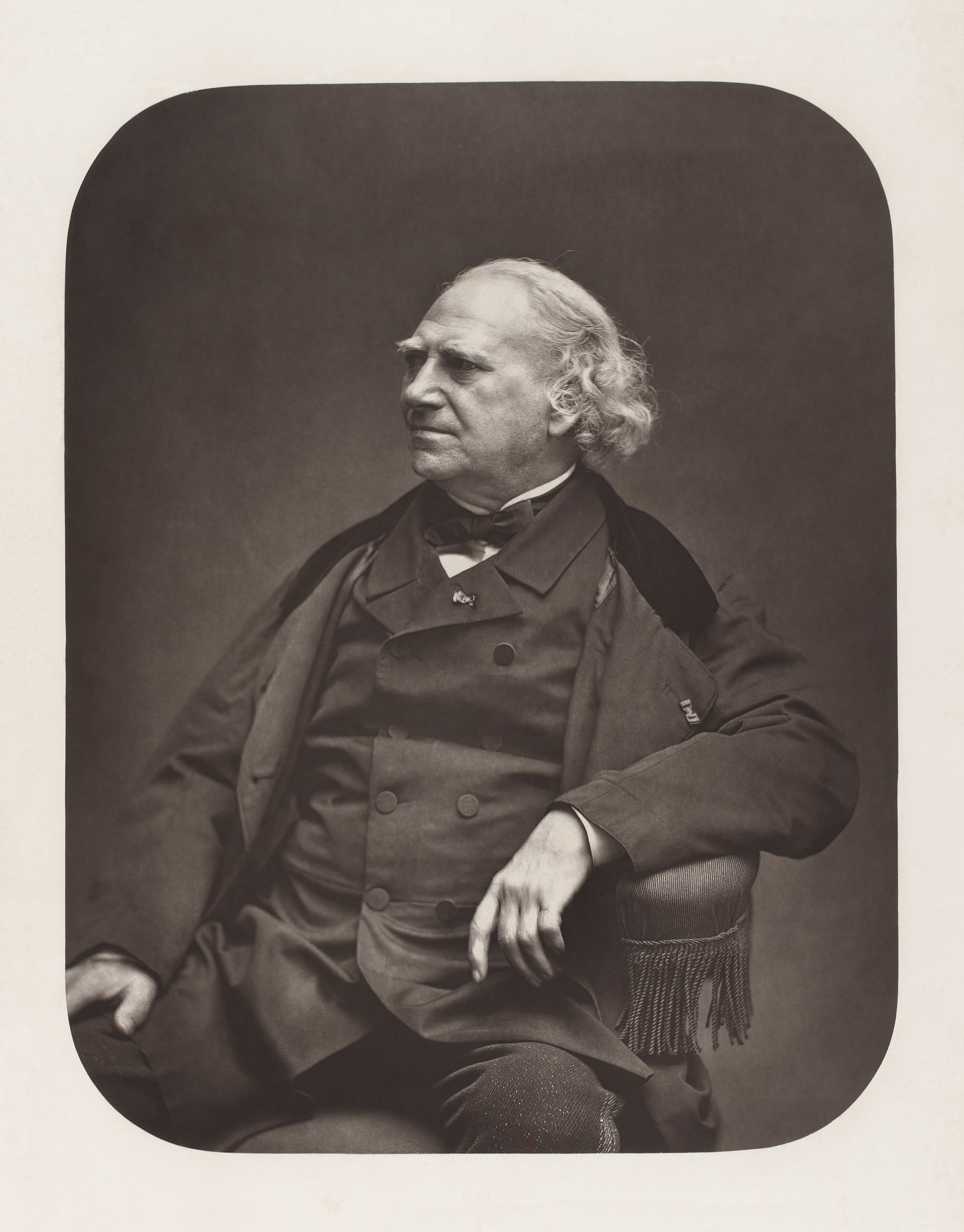
Louis Désiré Blanquart-Evrard in 1869, albuminedruk door hemzelf

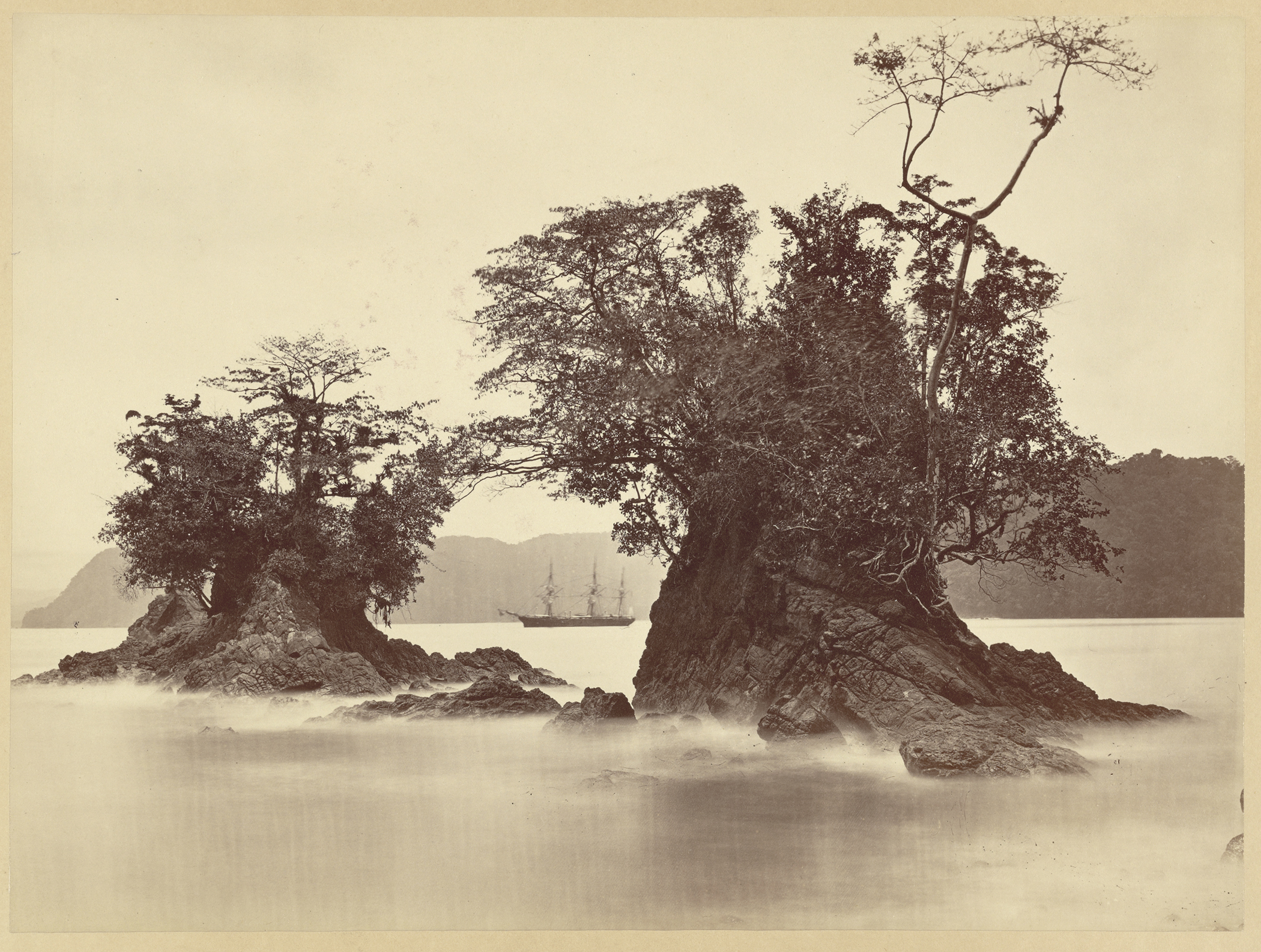
John Morans albuminedruk van Limon Bay, hoogwater, 1871, albumine zilverdruk, origineel formaat 20,2 × 27 cm, J. Paul Getty Museum

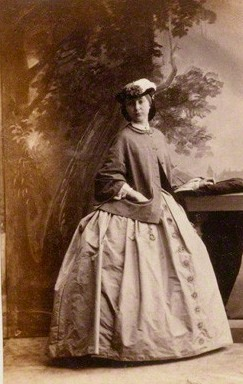
Camille Silvy's albuminedruk van Gravin Amberley, origineel formaat 8,5 × 5,5 cm

De albuminedruk is een fotografische drukmethode. De techniek werd in 1847 - volgens andere bronnen in 1850, gepubliceerd door de Franse fotograaf en uitvinder Louis Désiré Blanquart-Evrard. Het was de eerste commercieel toepasbare methode om van een negatief een fotografische contactafdruk op lichtgevoelig papier te maken.  
De albuminedruk was een verbetering van de eerder gebruikte zoutdruk. Het albuminepapier maakte meer gedetailleerde en goedkopere foto's mogelijk dan de voorheen gebruikte methoden calotypie, ambrotypie en daguerreotypie. De afdrukken hadden na behandeling met goudtoon een warme tint.   
In het proces werd het albumine uit (kippen)eiwit gebruikt om de fotografische chemicaliën aan het papier te binden. Het werd de meest gebruikte manier om foto's af te drukken van 1855 tot het begin van de 20e eeuw, met een piek in de periode 1860-90. Halverwege de 19e eeuw werd de carte de visite een populaire toepassing van de albuminedruk. In de 19e eeuw waren E. & H. T. Anthony & Company de grootste makers en distributeurs van fotoafdrukken en papier in albuminedruk in de Verenigde Staten. Een groot deel van de wereldproductie werd gemaakt in de albuminefabrieken in Dresden. In 1888 bedroeg de productie bijna 9 miljoen vellen in het formaat 46 × 58 cm. 
In Nederland gebruikte onder andere de Delftse fotograaf Emma Kirchner deze techniek en in Suriname paste Julius Muller deze afdruktechniek toe. 

## Vervaardiging
1. Het eiwit van een kippenei wordt tot schuim geklopt met ammoniumchloride of natriumchloride (keukenzout). De resulterende heldere vloeistof wordt vervolgens gebruikt.
2. Een stuk papier, meestal van 100% katoen, wordt bedekt met de gemaakte emulsie van albumine en zout en vervolgens gedroogd. Het albumine sluit het papier af, waardoor een licht glanzend oppervlak ontstaat waarop de lichtgevoelige laag op kan worden aangebracht.
3. Het papier wordt in een donkere kamer ondergedompeld in een oplossing van zilvernitraat en water, waardoor het oppervlak gevoelig wordt voor ultraviolet licht.
4. Het papier wordt gedroogd in afwezigheid van licht.
5. Het behandelde papier wordt in een houder geplaatst zodat het in direct contact staat met een negatief. De gevoelige kant van het papier ligt tegen het negatief aan. Het negatief was in deze tijd een glasnegatief met collodiumemulsie, maar deze stap kan ook worden uitgevoerd met een modern zilverhalogenide-negatief. Het papier met daarop het negatief wordt vervolgens aan licht blootgesteld totdat de afdruk voldoende donker is geworden, doorgaans iets lichter dan het gewenste eindproduct. De voortgang van het proces kan tijdens het belichten worden gecontroleerd. In het verleden werd direct zonlicht gebruikt; tegenwoordig gebruikt men een UV-lamp.
6. Vervolgens wordt het papier uitgewassen met water, zodat de onbelichte zilververbinding uitgewassen wordt, opdat deze niet meer zwart kan worden.
7. Een behandeling met natriumacetaat of natriumtetraboraat verandert de roodbruine kleur van de afdruk in  paarsblauw. Optioneel wordt goud of selenium gebruikt, waardoor de toon van de foto verbetert en de afdruk ook stabieler wordt. De resulterende afdruk heeft dan een sepia kleur. Een andere manier om een paarse kleur te krijgen was met aniline.
8. Om de afbeelding te fixeren is een bad met natriumthiosulfaat nodig. Dit natriumthiosulfaat moet vervolgens zorgvuldig worden uitgewassen, om te voorkomen dat zilversulfide gevormd wordt ("zwavelzilver"), waardoor het beeld geel kleurt.
9. Na het afdrukken kan het papier met een extra laag eiwit behandeld worden voor een glanzend resultaat, dan wel met zetmeel, bijvoorbeeld gewonnen uit pijlwortel, voor juist een mat resultaat.
10. Omdat het papier vaak ging krullen werd de afdruk op karton geplakt.

De afdruk ontstaat door directe blootstelling aan licht, zonder de hulp van een ontwikkelaar, zoals in de modernere vormen van afdrukken.

## Veroudering
Oude albuminedrukken kunnen vergelen door de zwavel die in het gebruikte eiwit zit. Ook kan het beeld zelf verbleken. Als een beschermende gelatine-collodiumlaag was gebruikt blijft de veroudering beperkt.

## Opvolger
Vanaf ca 1880 werd de albuminedruk verangen door onder andere de natte collodiumdruk
De laatste commerciele productie van albuminepapier vond waarschijnlijk in 1929 plaats.